# والا!
والا! (عبری: וואלה! תקשורת בע"מ‎) شرکت انتشارات اسرائیلی است، که در سال ۱۹۹۵ توسط جروزالم پست تأسیس شد.